# Ана Комнина Палеологина
Ана Комнин Палеолог (средњегрчки: Αννα Κομνηνη Παλαιολογινα) била је византијска принцеза, друга ћерка византијског цара Михаила VIII Палеолога.
Ана је рођена око 1260. године. Била је ћерка византијског цара Михаила VIII Палеолога и његове жене царице Теодоре Ватац. Ана је млађа сестра византијског цара Андроника II и бугарске царице Ирине Палеолог - супруге цара Јована Асена III.
Као и њене сестре, Ану је њен отац користио као инструмент за јачање крхке међународне позиције обновљеног Византијског царства 1261. године. Тако је, на пример, њена сестра Ирина била удата за претендента на бугарски престо, цара Јoвана Асена III, што је у великој мери помогло византијском штићенику да се накратко учврсти на бугарском престолу 1279. године. У историји Георгија Пахимера помиње се да је василевс првобитно планирао да Ану уда за Стефана Уроша Милутина, млађег сина српског краља Стефана Уроша I Великог Немањића. Из контекста се може закључити да се то догодило у раном периоду владавине цара Михаила VIII – око 1268-1269. године. Међутим, до планираног брака није дошло.Из хронике Јована Кантакузина јасно се види да је Ана касније била удата за Димитрија (Михаила) Дуку Комнина Кутрула Анђела, који је био син епирског деспота Михаила II Комнина Дуке. За брак између њих двоје издата је посебна синодална дозвола од новембра 1278. године, пошто су Ана и њен будући муж били рођаци у шестом колену. Овим браком цар је имао за циљ да учврсти савез са Епиром, усмерен против сицилијанског краља Карла I Анжујског. 
Ана Комнин Палеолог умрла је око 1300. године. Иронично, њен муж удовац се заљубио и 1301. године, оженио бугарску принцезу Ану Тертер, ћерку Ђорђа I Тертера, цара Бугарске, која је била једна од жена српског краља Стефана Уроша II Милутина — бившег вереника. покојне деспине Ане Палеолог.